# Jenny Jürgens
Jenny Jürgens (* 22. Januar 1967 in München, bis 2014 Jenny Bockelmann) ist eine deutsche Sängerin, Schauspielerin und Moderatorin.

## Leben

### Karriere
Jenny Jürgens ist die Tochter des österreichischen Sängers Udo Jürgens. Bereits im Alter von 15 Jahren spielte sie neben Tommi Ohrner, Jim Mitchum u. a. in dem Film Im Dschungel ist der Teufel los. Einen Singleerfolg als Schlagersängerin hatte sie 1984 im Duett mit ihrem Vater als Udo und Jenny mit dem Lied Liebe ohne Leiden, bei dem sie Mitautorin war. Sie moderierte 1988 die deutsche Vorentscheidung zum Eurovision Song Contest und 1994 die Eurovisions-Gala zum 60. Geburtstag ihres Vaters.
Im Jahre 1994 spielte sie in dem Theaterstück Ausgerechnet Hamlet, mit dem das Theater an der Kö in Düsseldorf eröffnet wurde. Dort war sie bis 2004 an der Seite von Karsten Speck auch in dem Stück Alles Liebe zu sehen. Sie spielte 1999 und 2000 eine Hauptrolle in der Fernsehserie Mallorca – Suche nach dem Paradies; 2005 war sie als Lady Ann bei den Störtebeker-Festspielen auf der Insel Rügen zu sehen. 2006/2007 spielte sie in dem von René Heinersdorff speziell auch für sie geschriebenen Stück Vier Frauen und ein Unfall im Kölner Theater am Dom sowie 2008 im Düsseldorfer Theater an der Kö.
Parallel zur Bühne sah man Jürgens auch in verschiedenen Fernsehrollen, beispielsweise in Ein Schloß am Wörthersee, Schlosshotel Orth oder St. Angela. Sie übernahm 2001 die Hauptrolle in der Rosamunde-Pilcher-Verfilmung Die Rose von Kerrymore. 2006 drehte sie in Köln 13 Folgen der Sat.1-Serie Paare und war 2008 für die ZDF-Serie Hallo Robbie! auf Rügen tätig. Von September 2010 bis Juni 2011 war sie in der ZDF-Telenovela Lena – Liebe meines Lebens in der Hauptrolle der Pia Sander und von September 2014 bis Juli 2015 und 2018 in der ARD-Telenovela Rote Rosen in der weiblichen Hauptrolle der elften Staffel als Jana Greve zu sehen.

### Privates
Jenny Jürgens, die die ersten zehn Jahre ihres Lebens mit ihrem Vater in Kitzbühel lebte, und ihr Bruder John Jürgens sind die Kinder von Udo Jürgens (1934–2014) aus dessen erster Ehe (1964–1989) mit der Fotografin Erika „Panja“ Meier. Die beiden Geschwister haben zwei Halbschwestern (* 1966 und *1994), beide nichteheliche Töchter von Udo Jürgens.
Im Jahre 2014 nahm die gebürtige österreichische Staatsbürgerin Jürgens die deutsche Staatsbürgerschaft an. Gleichzeitig damit ließ sie ihren Familiennamen Bockelmann – ihr Vater hatte zwar im Juli 2010 seine Vornamen Jürgen Udo amtlich auf Udo Jürgens ändern lassen, seinen Familiennamen Bockelmann jedoch behalten – auf den bisher nur als Künstlernamen geführten Namen Jürgens ändern.
Über die Aufteilung der Verlassenschaft des Vaters Udo Jürgens, der im Dezember 2014 verstarb, waren sich zwar die von ihm nach Schweizer Erbrecht eingesetzten Erben Jenny und John Jürgens sowie Udo Jürgens’ letzte Lebensgefährtin Michaela Moritz mit der nichtehelichen Tochter und Vermächtnisnehmerin Sonja Jürgens einig, nicht jedoch mit der weiteren unehelichen Tochter und Vermächtnisnehmerin Gloria Burda. Der Erbstreit wurde schließlich im November 2018 beigelegt.
Jürgens war in erster Ehe mit Michael Lindner und von 1996 bis 2013 mit dem Düsseldorfer Soziologie-Professor Thomas Druyen verheiratet. Im Mai 2015 heiratete sie den spanischen Regisseur David Carreras Solé. Sie leben in Sóller auf Mallorca.

### Soziales Engagement
Im Jahre 2009 rief sie gemeinsam mit dem Deutschen Roten Kreuz Düsseldorf das Projekt Herzwerk – Aktiv gegen Armut im Alter ins Leben, das alte Menschen unterstützt, die pflegebedürftig oder von Altersarmut betroffen sind.

## Filmografie
- 1982 Im Dschungel ist der Teufel los
- 1984: Popcorn & Paprika
- 1993: Verliebt, Verlobt, Verheiratet (Fernsehserie)
- 1994: Ein Fall für zwei (Fernsehserie)
- 1999: Mallorca – Suche nach dem Paradies (Fernsehserie)
- 2001: Traumschiff – Bermudas
- 2001: Rosamunde Pilcher – Die Rose von Kerrymore
- 2003: Papa ist der Boss
- 2005: Schlosshotel Orth (Fernsehserie)
- 2008: Johanna – Köchin aus Leidenschaft
- 2009: In aller Freundschaft – Folge 442: Die Angst der Anderen
- 2010: Die Anrheiner (Fernsehserie)
- 2010: Das Traumhotel – Sri Lanka (Fernsehserie)
- 2010: SOKO Köln (Fernsehserie)
- 2010–2011: Lena – Liebe meines Lebens (Fernsehserie)
- 2011: Ein Fall für die Anrheiner (Fernsehserie)
- 2014–2015, 2018: Rote Rosen (Fernsehserie)

## Auszeichnungen
- 1991: Romy (österreichischer Fernsehpreis) in der Kategorie „Beliebtester Nachwuchs“
- 2017: Verdienstorden des Landes Nordrhein-Westfalen[11][12]